# Celje

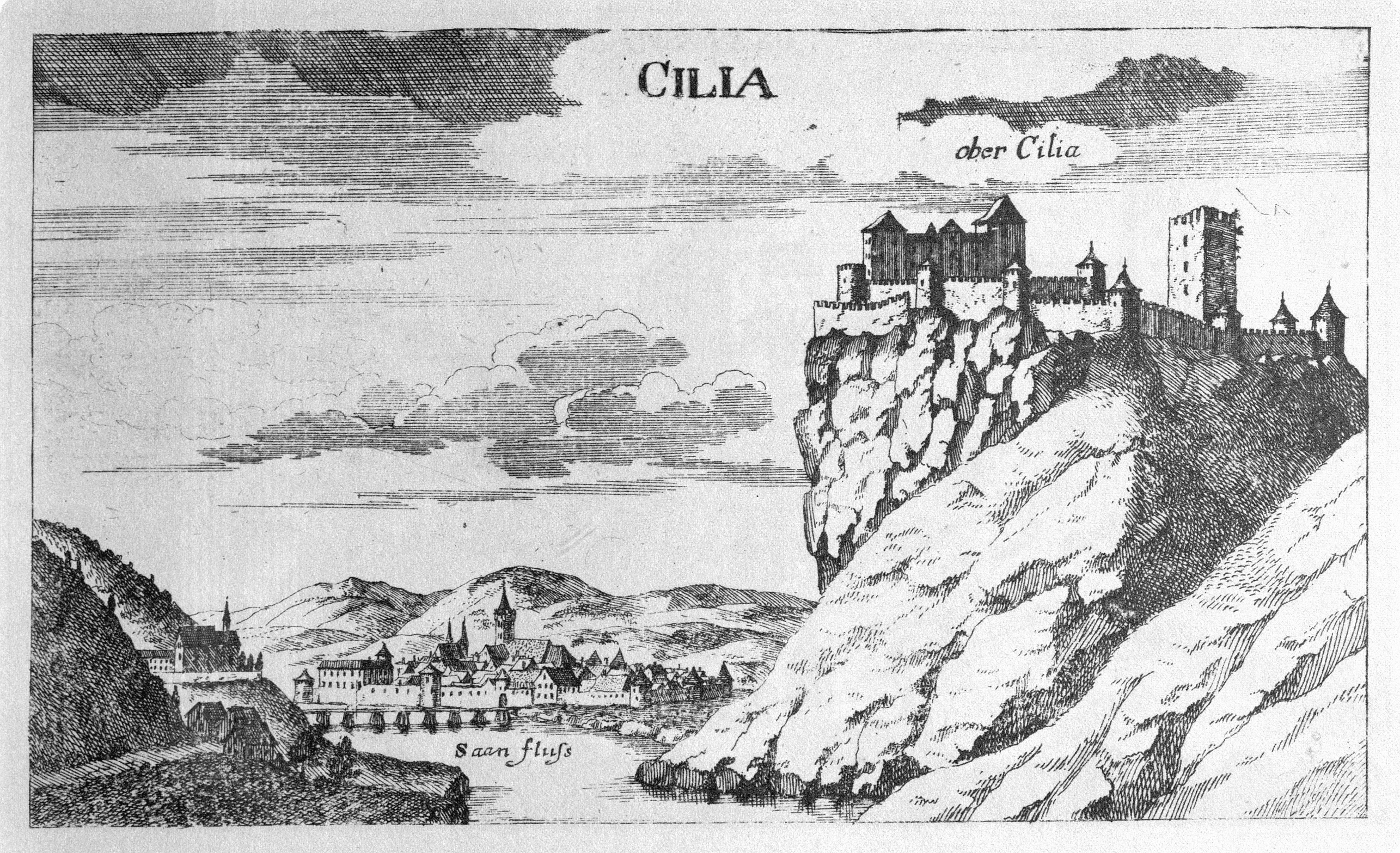
Cilli, Georg Matthäus Vischer, Topographia Ducatus Stiriae, Graz 1681

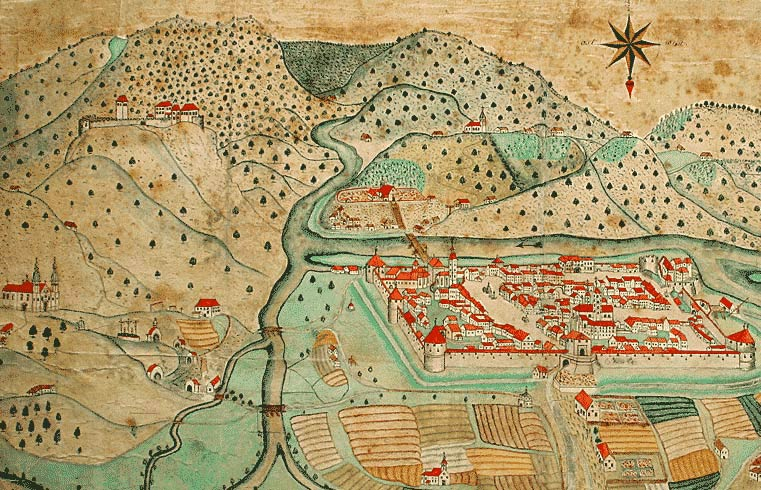
Celje in 1750

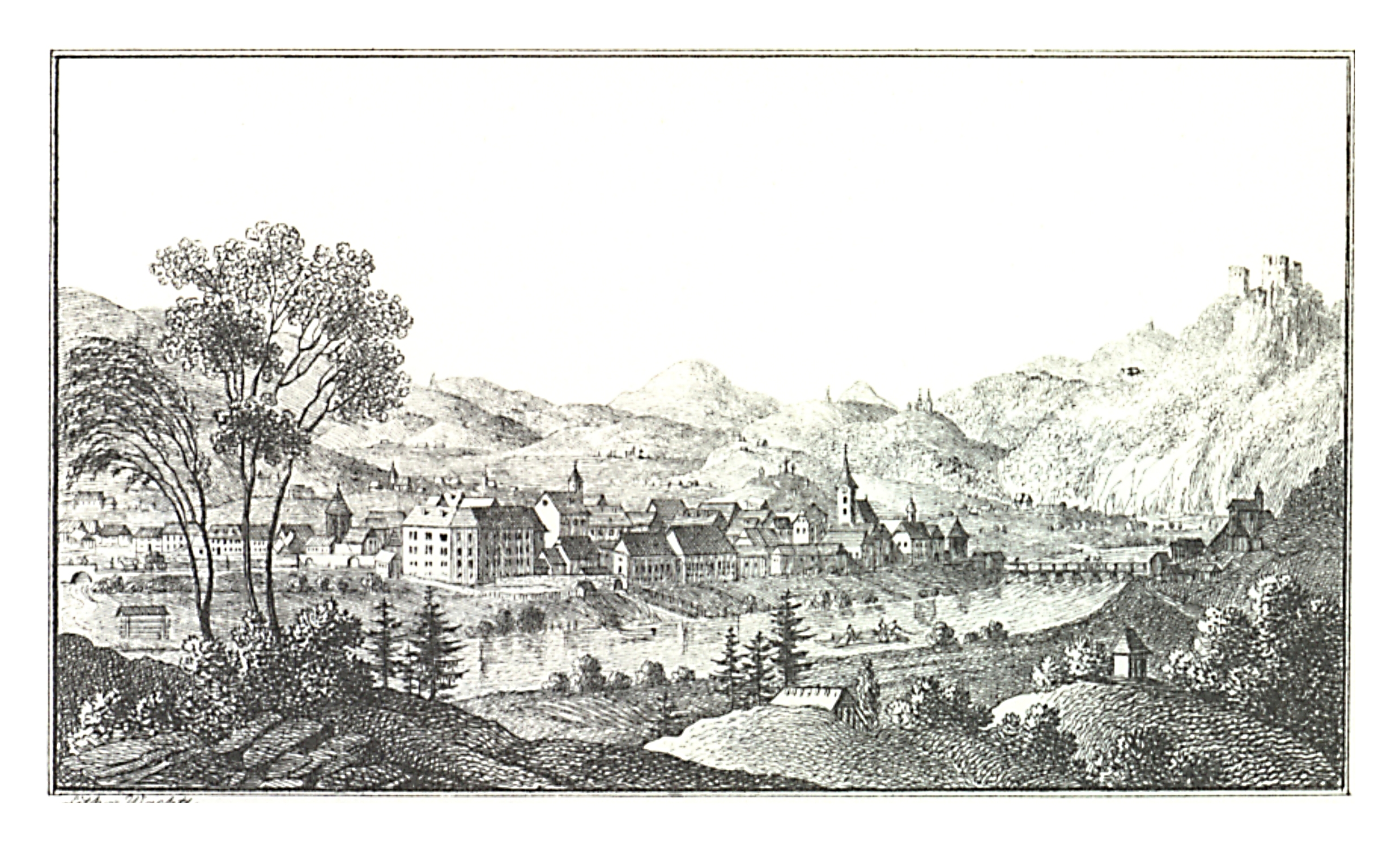
Celje, 1830 - Lith. Kaiser, Graz

Celje (Duits: Cilli of Zilli; Italiaans: Cilli of Celie) is de op twee na grootste stad van Slovenië. In 2012 telde de gemeente 50.039 inwoners. De gelijknamige stad telde 37.834 inwoners. De rivier de Savinja stroomt langs de oude stad van Celje.
Vanwege de centrale ligging is Celje een verkeersknooppunt. Het ligt ongeveer tussen de hoofdstad Ljubljana en de tweede stad Maribor in. Vanaf de Tweede Wereldoorlog vond er een sterke industriële en economische groei van de stad plaats.
In de oudheid was Celje zetel van een bisschop. Op 7 april 2006 werd het bisdom Celje opgericht, dat suffragaan is aan het aartsbisdom Maribor.

## Historische namen van de stad Celje
De naam Celje is afgeleid van Kelleia of Kelea, een Keltische nederzetting uit de 3e en 2e eeuw v.Chr., wat Celeia werd binnen het Romeinse Rijk, in 46 n.Chr. kreeg het daarbinnen stadsrechten. In de Middeleeuwen veranderde dit in Cilli, en later werd het ook wel onder Duitse invloed Celle genoemd.

## Geschiedenis van Celje
De plaats waar de moderne stad Celje ligt was in de ijzertijd al bewoond. Voor het begin van onze jaartelling bevond zich hier een van de belangrijkste nederzettingen van het Keltische koninkrijk Noricum. Rond het begin van onze jaartelling werd dit koninkrijk opgenomen in het Romeinse Rijk. De nederzetting groeide onder de romeinse naam Celeia uit tot de belangrijkste stad in de provincie Noricum. Met het verdwijnen van de Romeinse beschaving kwam echter ook de teloorgang van Celeia.
Vanaf de 12e eeuw kwam op de fundamenten van Celeia weer een nieuwe nederzetting tot leven, die snel uitgroeide tot een belangrijke marktplaats.
In de eerste helft van de 13e eeuw kreeg een belangrijke Sloveense adellijke familie het voor het zeggen in Celje. Deze Graven van Celje regeerden vanuit Celje gedurende een eeuw over grote delen van Slovenië. Lange tijd slaagden zij erin de Habsburgers buiten de deur te houden, maar uiteindelijk delfden zij in 1456 toch het onderspit.
De graven van Celje leven echter nog voort in het collectieve geheugen van de Slovenen. Zij waren de eerste Sloveense machthebbers die lange tijd over een onafhankelijk Sloveens gebied regeerden. De drie gouden sterren die het wapenschild van de graven van Celje sierden zijn opgenomen in de huidige Sloveense nationale vlag.
Onder de Habsburgers kwam de stad wederom in verval, mede door pestepidemieën en invasies van de Turken. Pas na de Eerste Wereldoorlog kwam Celje weer tot ontwikkeling.

## Bezienswaardigheden in en rondom Celje
- Klooster uit de 13e eeuw
- Burcht van de graven van Celje

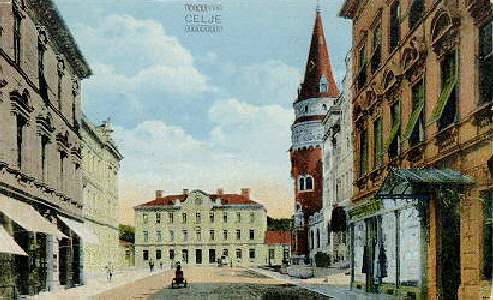
Briefkaart met het station en de dom

- Museum van contemporaine geschiedenis van Celje
- Regionaal museum
- Wereldinstituut voor kunst

## Plaatsen in de gemeente
Brezova, Bukovžlak, Celje, Dobrova, Glinsko, Gorica pri Šmartnem, Jezerce pri Šmartnem, Košnica pri Celju, Lahovna, Leskovec, Lipovec pri Škofji vasi, Ljubečna, Loče, Lokrovec,* Lopata, Medlog, Osenca, Otemna, Pečovnik, Pepelno, Prekorje, Rožni Vrh, Runtole, Rupe, Slance, Slatina v Rožni dolini, Šentjungert, Škofja vas, Šmarjeta pri Celju, Šmartno v Rožni dolini, Šmiklavž pri Škofji vasi, Teharje, Tremerje, Trnovlje pri Celju, Vrhe, Začret, Zadobrova, Zvodno, Žepina

## Sport
In 2004 was Celje een van de vier speelsteden tijdens het EK handbal (mannen). Celje was in 2012 de startplaats van de Ronde van Slovenië, een meerdaagse wielerkoers door de voormalige Joegoslavische deelrepubliek. De eerste etappe, een rit over 164 kilometer naar Novo mesto, werd dat jaar gewonnen door de Italiaan Simone Ponzi.
Celje is de thuisbasis van NK Publikum Celje, een club uit de hoogste Sloveense divisie die zijn thuiswedstrijden speelt in de Arena Petrol. Dit multifunctionele voetbalstadion werd geopend op 12 september 2003. Van 2004 tot en met 2008 was het complex de thuishaven van het Sloveens voetbalelftal.

## Geboren in Celje
- Cvetko Golar (1879-1965), dichter
- Vladimir Levstik (1886-1957), schrijver
- Alma Karlin (1889-1950), wereldreizigster, schrijfster
- Margit Korondi (1932-2022), Hongaars-Amerikaans turnster
- Emerik Bernard (1937), beeldend kunstenaar, schilder
- Janez Drnovšek (1950-2008), president van Slovenië (2002-2007)
- Jelko Kacin (1955), polemoloog en politicus
- Rolando Pušnik (1961), handballer
- Helena Javornik (1966), middellange- en langeafstandsloopster
- Alenka Bratušek (1970), premier van Slovenië
- Jolanda Čeplak (1976), middellangeafstandsloopster
- Goran Sankovič (1979-2022), voetballer
- Manuella Brečko (1989), zangeres
- Tina Trstenjak (1990), judoka
- Daša Grm (1991), kunstschaatsster
- Anamari Velenšek (1991), judoka
- Martin Čater (1992), alpineskiër
- Lara Prašnikar (1998), voetbalster

Bistrica ob Sotli · Braslovče · Celje · Dobje · Dobrna · Gornji Grad · Kozje · Laško · Ljubno · Luče · Mozirje · Nazarje · Podčetrtek · Polzela · Prebold · Radeče · Rečica ob Savinji · Rogaška Slatina · Rogatec · Šentjur pri Celju · Slovenske Konjice · Šmarje pri Jelšah · Šmartno ob Paki · Solčava · Šoštanj · Štore · Tabor · Velenje · Vitanje · Vojnik · Vransko · Žalec · Zreče